# Ливерпуль-стрит (вокзал)
Ливерпуль-стрит (англ. Liverpool Street station, также London Liverpool Street), редко — Ливерпульский вокзал — один из 13 центральных железнодорожных вокзалов Лондона.
Расположен в Сити, на улице Ливерпуль-стрит. Построен для железнодорожной компании Great Eastern Railway, открыт в 1874 году. В 1891—1895 годах к вокзалу была пристроена гостиница Grand Eastern Hotel. Претерпел капитальный ремонт между 1985 и 1992 годами. В здании вокзала установлен монумент погибшим в годы Первой мировой войны.
Пересадка на станцию метро Ливерпуль-стрит и Elizabeth Line. Оператор — компания Network Rail. С вокзала отправляются поезда на Кембридж, Норидж, в графства Эссекс и Хартфордшир, а также в лондонский аэропорт Станстед. Третий по загруженности вокзал Лондона после Ватерлоо и Виктория.